# Рёкер, Бенедикт
Бенедикт Рёкер (нем. Benedikt Röcker; родился 19 ноября 1989 года в Битигхайм-Биссингене, ФРГ) — немецкий футболист, защитник.

## Клубная карьера
Бенедикт начал заниматься футболом в клубе «Лёхгау». В 2008 году он дебютировал в его составе в Ландеслиге Вюртемберга. Через год Рёкер перешёл в «Зонненхоф Гроссашпах», выступавший в Региональной лиге «Юг».
В начале 2011 года Бенедикт присоединился ко второй команде «Штутгарта» из Третьей лиги, за которую 8 марта 2011 провёл первый матч, выйдя на замену в конце матча против «Хайденхайма». В первом сезоне Рёкер провёл 12 матчей, регулярно появляясь в стартовой составе, в сезоне 2011/12 — 34 игры.
6 декабря 2012 года Бенедикт дебютировал за первую команду «Штутгарта» в матче Лиги Европы против норвежского «Молде». 15 декабря Рёкер провёл свой первый матч в Бундеслиге против клуба «Майнц 05».
В январе 2013 года Рёкер подписал контракт со «Штутгартом» до июня 2015 года. В сезоне 2013/14 Бенедикт провёл за «швабов» 2 матча — игру первого тура с «Майнцем» и матч Лиги Европы против хорватской «Риеки».
10 января 2014 года игрок перешёл в «Гройтер Фюрт», выступающий во Второй Бундеслиге.